# Ribiszke
A ribiszke vagy ribizli (Ribes) a kőtörőfű-virágúak (Saxifragales) rendjébe tartozó ribiszkefélék (Grossulariaceae) családjának egyetlen nemzetsége a modern rendszertanok szerint. Körülbelül 100 fajt sorolnak ide.

## Elterjedése, élőhelye
Fajai az északi félgömb mérsékelt övi területein honosak. Egyes fajokat bogyótermésükért termesztik, ilyen például a vörös ribiszke (Ribes rubrum), a fekete ribiszke (Ribes nigrum), az egres (Ribes uva-crispa) és a keresztezéssel létrehozott josta (ribiszkeköszméte, Ribes x nidigrolaria). Számos dísznövényként termesztett faja van, például az arany ribiszke (Ribes aurenum).

## Megjelenése
1-1,5 méter magasságot elérő cserjék, vagy ritkábban fák. Hajtásaikon gyakran tüskéket, mirigyszőröket viselnek. Alsó állású magházúak, a virágok rövid hajtásokon fejlődnek. A csészelevelek nagyobbak az egyszerű sziromleveleknél, maradványaik az álbogyótermésen is megfigyelhetők. A virágok lecsüngő fürtvirágzatot alkotnak.

## Termesztése
A ribizli egy népszerű bogyós gyümölcs, amely számos országban termesztik. 2021-ben a ribizlit több mint 30 országban termesztették, és az éves termés mennyisége meghaladta a 773 ezer tonnát.
A világ legnagyobb ribizli termelői közé tartozik Oroszország, Lengyelország, Chile, Ukrajna és Németország. Ezek az országok a 2021-es termelésük alapján az első öt helyen álltak. 2021-ben Oroszország az éves világ ribizli termésének a 61%-át adta. 

## Fajai
- Ribes acerifolium T.J Howell
- Ribes achurjani Mulk.
- Ribes aciculare Sm.
- Ribes acidum Turcz. ex Pojark.
- Ribes acuminatum Wall. ex G.Don
- Ribes affine Kunth
- Ribes albifolium Ruiz & Pav.
- Ribes albinervium Michx.
- Ribes alpestre Wall. ex Decne.
- Ribes alpestris (Decne) A.Berger
- Ribes alpinum L.
- Ribes altamirani Jancz.
- Ribes altissimum Turcz. ex Pojark.
- Ribes amarum McClatchie
- Ribes ambiguum Maxim.
- Ribes americanum Mill.
- Ribes amictum Greene
- Ribes andicola Jancz.
- Ribes aridum Greene
- Ribes armenum Pojark.
- Ribes ascendens Eastw.
- Ribes atropurpureum C.A.Mey.
- Ribes aucheziense Jancz.
- arany ribiszke (Ribes aureum) Pursh
- Ribes austroecuadorense Freire-Fierro
- Ribes bethmontii Jancz.
- Ribes binominatum A.Heller
- Ribes bracteosum Douglas ex Hook.
- Ribes burejense F.Schmidt
- Ribes californicum Hook. & Arn.
- Ribes canthariforme Wiggins
- Ribes cereum Douglas
- Ribes ciliatum Humb. & Bonpl.
- Ribes coloradense Cov.
- Ribes cruentum Greene
- Ribes curvatum Small
- Ribes cynosbati L.
- Ribes diacanthum Pall.
- Ribes dikuscha Fisch. ex Turcz.
- Ribes distans Jancz.
- Ribes divaricatum Douglas
- Ribes echinellum (Cov.) Rehder
- Ribes emodense Rehder
- Ribes erythrocarpum Coville & Leiberg
- Ribes fasciculatum Siebold & Zucc.
- Ribes floridum L'Hér..
- Ribes fragrans Pall.
- Ribes fuscescens (Jancz.) Jancz.
- Ribes futurum Jancz.
- Ribes gardonianum Lem.
- Ribes gayanum (Spach) Steud.
- Ribes giraldii Jancz.
- Ribes glabricalycinum L.T.Lu
- Ribes glabrifolium L.T.Lu
- Ribes glaciale Wallich
- Ribes glanduliferum A.Heller
- Ribes glandulosum Grauer ex Weber
- Ribes glaucescens Eastw.
- Ribes glutinosum Benth.
- Ribes gongshanense T.C.Ku
- Ribes goodingii M.E.Peck
- Ribes gracile Michx.
- Ribes grande Rose
- Ribes grantii A.Heller
- Ribes graveolens Bunge.
- Ribes greeneianum A.Heller
- Ribes griffithii Hook.f. & Thomson
- Ribes grossularioides Maxim.
- Ribes guangxiense C.Z.Gao
- Ribes hallii Jancz.
- Ribes haoi C.Y.Yang & Han
- Ribes hartwegianum Jancz.
- Ribes hendersonii C.L.Hitchc.
- Ribes henryi Franch.
- Ribes hesperium McClatchie
- Ribes heterotrichum C.A.Mey.
- Ribes himalense Royle ex Decne.
- Ribes hirtellum Michx.
- Ribes hirticaule J.F.Macbr.
- Ribes hirtum Willd. ex Roem. & Schult.
- Ribes hispidulum (Jancz.) Pojark.
- Ribes hittellianum Eastw.
- Ribes holocericeum Otto & A.Dietr.
- Ribes horridum Rupr.
- Ribes houghtonianum Jancz.
- Ribes howellii Greene
- Ribes hudsonianum Richards
- Ribes humile Jancz.
- Ribes hunanense Chang Y.Yang & C.J.Qi
- Ribes huronense Rydb.
- Ribes hysterix Eastw.
- Ribes incarnatum Wedd.
- Ribes incertum J.F.Macbr.
- Ribes indecorum Eastw.
- Ribes inebrians Lindl.
- Ribes inerme Rydb.
- Ribes integrifolium Phil.
- Ribes intermedium Tausch
- Ribes irriguum Douglas
- Ribes janczewskii Pojark.
- Ribes japonicum Maxim.
- Ribes jessoniae Stapf.
- Ribes jorullense Kunth
- Ribes kansuense K.S.Hao
- Ribes kialanum Jancz.
- Ribes koehneanum Jancz.
- Ribes kolymense (Trautv.) Kom.
- Ribes komarovii Pojark.
- Ribes kunthii Berland.
- Ribes laciniatum Hook.f. & Thomson
- Ribes lacustre (Pers.) Poir.
- Ribes lasianthum Greene
- Ribes latifolium Jancz.
- Ribes laurifolium Jancz.
- Ribes laxiflorum Pursh
- Ribes lehmannii Jancz.
- Ribes leiobotrys Koehne
- Ribes lentum (M.E.Jones) Coville & Rose
- Ribes leptanthum A.Gray
- Ribes leptosma (Coville) Fedde
- Ribes leptosmum (Coville) Standl.
- Ribes leucoderme A.Heller
- Ribes lindeni Jancz.
- Ribes liouanum Kitag.
- Ribes lioui C.Wang & Chang Y.Yang
- Ribes lobbii A.Gray
- Ribes longeracemosum Franch.
- Ribes longiflorum Nutt.
- Ribes lucarense Phil.
- Ribes luridum Hook. & Thoms.
- Ribes luteynii Weigend
- Ribes macrobotrys Ruiz & Pav.
- Ribes macrocalyx Hance
- Ribes macrostachyum Jancz.
- Ribes magellanicum Poir.
- Ribes malvaceum Sm.
- Ribes malvifolium Pojark.
- Ribes mandschuricum (Maxim.) Komarov
- Ribes mariposanum Congdon
- Ribes marshallii Greene
- Ribes maximowiczianum Kom.
- Ribes maximowiczii Batal.
- Ribes melananthum Boiss. & Hohen.
- Ribes melancholicum Siev. ex Pall.
- Ribes menziesii Pursh
- Ribes mescalerium Coville
- Ribes mexicanum Spreng.
- Ribes meyeri Maxim.
- Ribes micranthum Phil.
- Ribes microphyllum Kunth
- Ribes migratorium Suksd.
- Ribes missouriense Nutt.
- Ribes mogollonicum Greene
- Ribes molle (A.Gray) Howell
- Ribes montanum Howell
- Ribes monticola K.Koch
- Ribes montigenum McClat.
- Ribes moupinense Franch.
- Ribes multiflorum Kit.
- Ribes nanophyllum Freire-Fierro & L.Endara
- Ribes neglectum Rose
- Ribes nelsonii Coville & Rose
- Ribes nemorosum Phil.
- Ribes nevadense Kellogg
- fekete ribiszke (Ribes nigrum) L.
- Ribes niveum Lindl.
- Ribes non-scriptum (A.Berger) Standl.
- Ribes occidentale Hook. & Arn.
- Ribes odoratissimum M.McMahon ex True
- Ribes oligacanthum Eastw.
- Ribes orientale Desf.
- Ribes orizabae Rose
- Ribes ovalifolium Jancz.
- Ribes ovallei Phil.
- Ribes oxyacanthoides L.
- Ribes pachyadenium Hand.-Mazz.
- Ribes pachysandroides Oliv.
- Ribes palczewskii (Jancz.) Pojark.
- Ribes pallidiflorum Pojark.
- Ribes palmeri Vasey & Rose
- Ribes panctatum Ruiz & Pav.
- Ribes parishii A.Heller
- Ribes parviflorum Wedd.
- Ribes parvifolium Phil.
- Ribes parvulum (A.Gray) Rydb.
- Ribes pauciflorum Turcz. ex Pojark.
- Ribes pensylvanicum Lam.
- Ribes pentlandii Britton
- Ribes peruvianum Jancz.
- Ribes petiolare Fisch.
- bérci ribiszke (Ribes petraeum) Wulf.
- Ribes pinetorum Greene
- Ribes polyanthum Phil.
- Ribes polystachyum A.Berger
- Ribes praecox J.F.Macbr.
- Ribes pringlei Rose
- Ribes procumbens Pall.
- Ribes propinquum Turcz.
- Ribes pseudofasciculatum K.S.Hao
- Ribes pulchellum Turcz.
- Ribes purpurascens A.Heller
- Ribes purpusii Koehne ex Blank.
- Ribes quercetorum Greene
- Ribes reclinatum L.
- Ribes recurvatum Michx.
- Ribes reniforme Nutt.
- Ribes repens A.I.Baranov
- Ribes roezlii Reg.
- Ribes rosthornii Diels
- Ribes rotundifolium Michx.
- Ribes rubrisepalum L.T.Lu
- vörös ribiszke (Ribes rubrum) L.
- Ribes rugosum Coville & Rose
- Ribes ruizii Rehder.
- Ribes sachalinense (F.Schmidt) Nakai
- vérvörös ribiszke (Ribes sanguineum) Pursh
- Ribes sardoum Martelli
- Ribes saxatile Pall.
- Ribes saximontanum E.E.Nelson
- Ribes saxosum Hook.
- Ribes scuphamii Eastw.
- Ribes senile (Coville) Standl.
- Ribes sericeum Eastw.
- Ribes setchuense Jancz.
- Ribes setosum Lindl.
- Ribes silvestre (Lam.) Mert.
- Ribes soulieanum Jancz.
- Ribes spathianum Koehne
- Ribes speciosum Pursh
- Ribes spicatum Robson
- Ribes stanfordii Elmer
- Ribes steinbachiorum Weigend & Binder
- Ribes stenocarpum Maxim.
- Ribes subvestitum Hook. & Arn.
- Ribes sucheziense Jancz.
- Ribes suksdorfii A.Heller
- Ribes takare D.Don
- Ribes tenue Jancz.
- Ribes tenuiflorum Lindl.
- Ribes texense (Coville & A.Berger) Standl.
- Ribes thacherianum (Jeps.) Munz
- Ribes tianquanense S.H.Yu & J.M.Xu
- Ribes tolimense Cuatrec.
- Ribes tortuosum Benth.
- Ribes tricuspe Nakai
- Ribes trifidum Michx.
- Ribes trilobum Meyen.
- Ribes tripartitum Batalin
- Ribes triste Pall.
- Ribes tularense (Coville) Fedde.
- Ribes turbinatum Pojark.
- Ribes uniflorum T.C.Ku
- Ribes urceolatum Tausch
- Ribes ussuriense Jancz.
- Ribes utile Jancz.
- egres (Ribes uva-crispa) L.
- Ribes valdivianum Phil.
- Ribes valicola Greene ex Rydb.
- Ribes van-fleetianum (A.Berger) Standl.
- Ribes velutinum Greene
- Ribes viburnifolium A.Gray
- Ribes victoris Greene
- Ribes vilmorinii Jancz.
- Ribes villosum Wall. ex Roxb.
- Ribes viscosissimum Pursh
- Ribes viscosum Ruiz & Pav.
- Ribes vitifolium Host
- Ribes warszewiczii Jancz.
- Ribes watkinsii Eastw.
- Ribes watsonianum Koehne
- Ribes weberbaueri Jancz.
- Ribes weddellianum Jancz.
- Ribes wolfii Rothr.
- Ribes xizangense L.T.Lu